# Diecéze saintdeniská
Diecéze saintdeniská (lat. Dioecesis Sancti Dionysii in Francia, franc. Diocèse de Saint-Denis) je francouzská římskokatolická diecéze. Leží na území departementu Seine-Saint-Denis, jehož hranice přesně kopíruje. Sídlo biskupství i katedrála Saint-Denis se nachází ve městě Saint-Denis. Diecéze je součástí pařížské církevní provincie.
Od 10. března 2009 je diecézním biskupem Mons. Pascal Delannoy.

## Historie
Biskupství bylo v Saint-Denis zřízeno 9. října 1966, vyčleněním území z pařížské arcidiecéze a versailleské diecéze.
Následkem reformy pařížského regionu v roce 1964 bylo v roce 1966 rozhodnuto sjednotit hranice provincie s pařížským regionem: provincie si ponechala svou dosavadní rozlohu, ale biskupství vznikla v každém nově zřízeném departementu.
Diecéze je sufragánem pařížské arcidiecéze.